# Lars Bo
Lars Bo (29 de mayo de 1924  - el 21 de octubre de 1999) fue un artista y autor danés. Lars Bo es conocido principalmente por sus obras gráficas con motivos místicos e inspirados del surrealismo.
Lars Bo dibujaba con P. Rostrup Bøyesen en el Museo Estatal de Arte en Copenhague en los años 1939 a 1940. Asistió de 1941 a 1943, a la Escuela de Artes Aplicadas (Kunsthåndværkerskolen) de Copenhague. Durante ese tiempo se involucró en el movimiento de resistencia contra la ocupación alemana, y en el último año de la guerra fue miembro del grupo de resistencia Odense.
En 1941, se enroló en Danmarks Designskole, y después viajaba por Europa hasta que en 1947 se mudó a París para vivir ahí hasta su muerte en 1999.
Desde 1948 a 1950 trabajó con Johnny Friedläender y Albert Flocon en París.

## Algunas publicaciones
- En underlig dreng. Erindringer fra en fredelig barndom og en ungdom under besættelsen. Lindhardt og Ringhof, Kopenhagen 1995, ISBN 87-595-0516-8

- Månefuglen. Roman. Lindhardt og Ringhof, Kopenhagen 1990, ISBN 87-595-0073-5

- Ilustraciones de: H.C. Andersen: Den lille havfrue. Carlsen, Kopenhagen 1995, ISBN 87-562-6656-1

- Ilustraciones de: H.C. Andersen: Rejsekammerater. Carlsen, Kopenhagen 1983 (Deutsch: Der Wandergefährte. Carlsen, Reinbek 1983, ISBN 3551452024)

- Afrikas øjne. En jagtdagbog. Carit Andersen, Kopenhagen 1974

- Det gode skib „Håbet“. Carit Andersen, Kopenhagen 1971

- Ilustraciones de: H.C. Andersen: Snedronningen. Et eventyr i syv historier. Illustrationsforlaget, Kopenhagen 1967

- Ilustraciones de: Tekster af Robert Giraud, Flemming Madsen og Poul Carit Andersen. Selskabet Bogvennerne, Kopenhagen 1966

- Det vidunderlige hus i Paris. Selskabet Bogvennerne, Kopenhagen 1954